# Atemptat a l'AMIA
L'Atemptat a l'AMIA va ser un atac suïcida amb furgoneta bomba a l'edifici de l'Associació Mutual Israelita Argentina (AMIA) a Buenos Aires, Argentina, a las 9:05 del 18 de juliol de 1994, en el qual van morir 85 persones i en van resultar ferides més d'un centenar.
És el major atac terrorista que ha ocorregut a l'Argentina fins ara i és un dels majors atemptats a la comunitat jueva fora d'Israel. A l'Argentina hi ha la comunitat jueva més gran de Llatinoamèrica i la sisena del món fora d'Israel (més de 295.000 habitants).
Després de 12 anys el fiscal especial (Alberto Nisman) va acusar formalment el govern de l'Iran i a la milícia Hezbol·là de planificar i d'executar l'atemptat, a això se'n va dir la pista iraniana. Iran sempre va negar estar relacionat amb l'atemptat.

## Antecedents de l'atemptat
El primer antecedent va ocórrer l'any 1991. El president, en aquell moment, a l'Argentina era Carlos Menem (d'ascendència Àrab i Religió musulmana). Sense autorització del Congrés dels Diputats i Senadors va ordenar enviar dues fragates a combatre contra Iraq sota les ordres dels Estats Units d'Amèrica per participar a la Guerra del Golf.
El segon antecedent va ser dos anys abans de l'atemptat a l'AMIA a Buenos Aires i fou un altre atemptat contra la comunitat diplomàtica israeliana, el 17 de març de 1992, a la mateixa capital. L'atac fou contra l'ambaixada i el consolat d'Israel. L'explosió d'una bomba hi causà la mort a 22 persones i més de 200 quedaren ferides.
Al tractar-se d'una seu diplomàtica, la recerca la va realitzar directament el màxim òrgan de Justícia de l'Argentina que és la Cort Suprema, la qual mai va acabar d'investigar l'atemptat ni de fer un judici.
Els dos atemptats comesos a l'Argentina els anys 1992 i 1994, es van produir mentre el govern del president Carlos Menem (8/07/1989-10/12/199) proveïa il·legalment d'armes a Croàcia i Bòsnia. Iran integrava amb Argentina la xarxa de contraban d'armes i explosius durant les Guerres iugosalves.
El tercer antecedent es va dur a terme l'any següent de l'atemptat a l'AMIA. Fou l'assassinat, en un altre atemptat terrorista a Tel Aviv del primer ministre d'Israel, Isaac Rabin, qui fou un dels impulsors d'un reeixit procés de pau al Pròxim Orient pel qual va rebre el Premi Nobel de la Pau.

## Associació
La AMIA “Associació Mutual Israelita Argentina” és la institució central de la comunitat jueva de l'Argentina creada per Jevrá Kedushàal 1894 que formava part d'un grup d'immigrants d'origen jueu. Aquesta comunitat està composta per 180.000 persones que en general estan unides a l'associació des que neixen fins que moren.
L'associació va començar sent la fundació d'un cementiri comunitari i així els primers immigrants jueus van complir amb les tradicions, les lleis i els costums mil·lenaris que regeixen la història dels jueus en el moment de la defunció.
Al arribar més immigrants, les activitats comunitàries van anar augmentant. A partir del 1920 l'associació va passar a ser l'espai d'unió i participació dels jueus a l'Argentina. El seu major creixement i establiment va tenir lloc quan es va inaugurar al 1945, la històrica seu al carrer Pasteur 633 a la Ciutat de Buenos Aires (l'Argentina).
AMIA va ser la que va generar institucions com el Consell central d'educació Jueva, la Federació de Comunitats Jueves de Argentina, i la Fundació Tzedakà, entre d'altres.
L'any 1994 en què va ocórrer el brutal atemptat, la AMIA commemorava el centenari de la seva creació i des de llavors, la institució treballa incansablement perquè els autors intel·lectuals i materials de l'atac siguin jutjats i condemnats.
El 26 de maig de 1999 es va inaugurar un nou edifici al mateix lloc que l'anterior amb el lema “Per la justícia i per la vida”, i va reobrir oficialment les seves portes a les 9:53, el mateix horari en què va explotar la bomba.
També el 13 de juny de 2006 es va inaugurar la seva nova seu situada en Uriburu 650 de Buenos Aires, on es troba el Centre Integral d'Adults Majors (CIAM), l'àrea de Servei Social, Infància, Discapacitat, Voluntariat, el Servei d'Ocupació AMIA, i el Programa Valor.

## Investigació
Van haver-hi diverses recerques i es descriuen a continuació per ordre cronològic:
La primera recerca a l'any 1994 va estar a càrrec del fiscal federal Eamón Mullen i el seu adjunt José Barbaccia i del jutge federal Juan José Galeano.
La recerca d'intel·ligència, que es va conformar des d'abans de l'atemptat, estava a càrrec de Jorge Luis Lucas i de Jaime Stiuso, que en aquest moment era Cap d'Operacions de Contraespionatge de la SIDE (Secretaria d'Intel·ligència de l'Estat).
La Policia Federal va estar a càrrec el comissari Jorge Fino Palacios.
La recerca judicial es va dur a terme mitjançant dues causes, totes dues a càrrec del jutge Galeano: una va ser la "Causa AMIA" (núm. 1156) oberta el dia de l'atemptat, que va tenir com a únic detingut a Carlos Alberto Telleldín i la "Causa Brigades" (núm. 1598), oberta a l'octubre de 1995, en la qual van estar diversos anys detinguts els policies bonaerenses Juan José Ribelli, Raúl Edilio Ibarra, Mario Roberto Bareiro, Anastasio Ireneo Leal, Bautista Alberto Huici, Jorge Rago, Alejandro Burguete, José Miguel Arancibia, Oscar Eusebio Basigalupo, Marcelo Gustavo Albarrasí, Claudio Araya, Daniel Emilio Quinteros, Víctor Carlos Cruz.
El 1995 el Senat de l'Argentina va constituir una Comissió Especial Investigadora. Després es va conformar la Unitat Especial de Recerca que funcionaba des de la Secretaria de Justícia i Assumptes Legislatius que representava el Poder Executiu Nacional davant la Comissió Especial Investigadora, integrada per:
- El Departament Unitat de Recerques Antiterroristes de la Policía Federal Argentina.
- La Direcció de Terrorisme Internacional i Delictes Transnacionals de la Secretària d'Intel·ligència d'Estat
- La Divisió Antiterrorista de la Prefectura Naval Argentina.
- La Divisió Coordinació d'Activitats Antiterroristes de la Direcció Nacional de Gendarmeria Nacional.
- Departament d'Intel·ligència de la Direcció Nacional del Servei Penitenciari Federal.
- L'Oficina Anticorrupció del Ministeri de Justícia i Drets Humans.
Aquesta Unitat Especial de Recerca va presentar un informe que sugería aprofundir les línies de recerca que poguessin derivar-se de l'informe d'intel·ligència Temàtica: AMIA.
La Connexió Internacional. L'esclariment de l'atemptat terrorista i la individualització dels seus autors confeccionat per la Secretaria d'Intel·ligència en el marc de la recerca de l'atemptat.
Per a la recerca es va autoritzar l'accés a la documentació de la Secretaria d'Intel·ligència (SIDE), es va oferir una recompensa de tres milions de pesos, protecció als testimonis, identitat reservada, empara en la llei del penedit fins fins i tot la commutació de la pena a qui pogués aportar informació verídica per a resoldre el cas.
El 1997, els fiscals E. Mullen i J. Barbaccia conviden al fiscal Alberto Nisman a incorporar-se a l'equip que investigaba la causa AMIA.
Aquest mateix any durant el discurs en memòria de l'atemptat després de complir-se tres anys d'aquest, un grup de familiars i víctimes de la comunitat jueva davant el govern i la manera en què s'estava portant endavant la recerca, va pronunciar un dur discurs denunciant al president d'aquell llavors Menem i al vicepresident Eduardo Duhalde, de "encobrir la connexió local".
El 1999 la Cambra (la segona instància dels Jutjats a la Ciutat de Buenos Aires) va ordenar ajuntar les dues causes: la "Causa AMIA" i la "Causa Brigades".
El 2001 es va iniciar un judici oral contra 22 acusats de ser la connexió local i haver facilitat la furgoneta amb els explosius, entre ells l'ex comissari de la Policia Bonaerense Juan José Ribelli i Carlos Telleldín.
El 2003, després de 9 anys de recerca, la justícia argentina va acusar formalment el govern iranià de planificar l'atemptat i al Hezbol·là d'executar-lo, imputant a vuit funcionaris iranians i un ciutadà libanès de ser els autors, contra els quals va ordenar alertes vermelles de captura de la Interpol que van ser aprovades i al desembre d'aquest mateix any, el Jutge Galeano va ser apartat de la causa.
El 2 de setembre de 2004 el tribunal va dictar sentència absolent a tots els acusats argentins del judici oral. I aquest mateix any, el Tribunal Oral Núm. 3, en pronunciar la sentència, va declarar la nul·litat de la causa Brigades.
El 2008 el periodista estatunidenc Gareth Porter va realitzar una àmplia recerca sobre l'atemptat, entrevistant entre altres als agents de l'FBI de l'ambaixada dels Estats Units que van assistir a l'Argentina a la recerca, concloent que mai es va trobar evidència que impliqués a l'Iran.
Al desembre de 2016 va quedar demostrat que es va usar una furgoneta model Trafic per a l'explosió en comprovar-se que les esquirlas extretes dels cossos de les víctimes eren parts d'una furgoneta blanca.
En aquest mateix any el exsenador nacional Mario Cimadevilla va ser designat com a titular de la Unitat Especial de Recerca de l'Atemptat a la AMIA. Elabora un informe on qüestiona durament la recerca duta a terme tant pel jutge Galeano, com pels fiscals Mullen, Barbaccia i Nisman. El exsenador va afirmar que la pista iraniana era molt feble, però calia investigar-la”, i que tant els Estats Units com Israel preferien que persisteixi el mantell de dubtes sobre els iranians.
El març de 2018, la Unitat de Recerca seria dissolta i, al setembre d'aquest mateix any, Cimadevilla va publicar un informe titulat “Inf-*AMIA”, sobre la dissolució d'aquella unitat.
Al febrer de 2019 Tribunal Oral Federal 2 de Buenos Aires va dictar sentència en el judici per l'encobriment en la recerca de l'atemptat a la AMIA, en la qual va absoldre a l'expresident Carlos Menem i al extitular de la DAIA Ruben Beraja. Els jutges Jorge Gorini, Karina Perilli i Néstor Costabel van condemnar, en tant, al exjuez Juan José Galeano a 6 anys de presó, al extitular de la SIDE Hugo Anzorreguy a 4 anys i 6 mesos de presó i a Carlos Talleldín a tres anys de presó.  

### Hipòtesis
Hi ha diverses hipòtesis de com es va dur a terme l'atemptat contra la AMIA.
D'una banda es troba la teoria que l'explosiu estava en el bolquet (contenidor) que estava davant de l'edifici de la AMIA.
D'altra banda, està la hipòtesi de la implosió, que la bomba va ingressar a l'edifici del carrer Pasteur 633 de la ciutat Buenos Aires en els materials de construcció amb els quals es treballava en el lloc.
La última teoría i és la que està confirmada, es que va ser un atac suïcida amb furgoneta bomba que havia col·lidit amb l'edifici i així fer explotar el mateix.

## Judicis

### Primer Judici
Set anys després de l'atemptat contra la AMIA, es porta per primera vegada a judici oral iniciat el 24 de setembre de 2001 que dicta sentencia el 2 de setembre de 2004, en el qual van ser acusades vint-i-dues persones per complicitat amb l'atemptat terrorista a la AMIA.
Al curs del judici es van produir testimoniatges que incriminen seriosament al jutge de la causa Juan José Galeano, provocant el seu desplaçament de la mateixa l'1 de desembre de 2003.
El judici va finalitzar amb l'absolució de tots els acusats i la revelació d'un ampli encobriment en el qual estaven involucrats el propi jutge de la causa i dues dels tres fiscals, les més altes autoritats del país incloent al president de la Nació Carlos Menem, el president d'una de les principals organitzacions de la comunitat jueva argentina Rubén Beraja, la policia i els serveis d'informacions.
Els querellants van ser dos:
a) Querella unificada de la Delegació d'Associacions Israelites Argentines (DAIA), l'Associació Mutual Israelita Argentina (AMIA), Elisa Laura Einstoss de Goldemberg, Luis Bernardo Goldemberg i un grup de familiars d'algunes de les víctimes de l'atemptat.
b) L'organització de familiars de l'atemptat Memòria Activa, qüestionant severament la recerca portada endavant pel Jutge Galeano i els fiscals.
També va intervenir la Comissió Interamericana de Drets Humans.
Van ser acusades 22 persones. Totes serien declarades innocents.
Es denomina "primer judici", pel fet que al 2015 es va iniciar un segon judici per jutjar l'ampli encobriment revelat en el primer judici.

### Segon Judici
Se'l coneix també com AMIA 2 o segon judici per l'atemptat a la AMIA.
El judici oral es va iniciar el 6 d'agost de 2015 el qual van ser acusades tretze persones per encobriment i altres delictes relacionats amb l'atemptat terrorista a la AMIA, Entre els acusats es troben l'expresident de la Nació Carlos Menem, el exjutge de la causa AMIA Juan José Galeano, els ex fiscals de la causa AMIA Eamon Mullen i José Barbaccia, l'expresident de la Delegació d'Associacions Israelites Argentines (DAIA) Rubén Beraja, Carlos Telleldín, Hugo Anzorreguy, ex cap del Servei d'Intel·ligència de l'Estat (SIDE), i Jorge “Fino” Palacios, excomissari de la Policia Federal i excap de la Policia Metropolitana de la Ciutat de Buenos Aires.
Després de tres anys d'audiències es va dictar sentència el 28 de febrer de 2019. A la mateixa van ser condemnats el exjutge de la causa AMIA Juan José Galeano, els ex fiscals de la causa AMIA Eamon Mullen i José Barbaccia, l'excap dels serveis d'intel·ligència Hugo Anzorreguy, Carlos Telleldín i altres alts funcionaris de l'Estat argentí. Carlos Menem, Rubén Beraja i Jorge Palacios, van resultar absolts.

### Tercer Judici
El 8 de maig de 2019 va començar el tercer judici sobre l'atemptat, aquesta vegada tornant a enjudiciar a Carlos Telleldín que havia estat acusat a la causa des de les primeres recerques i va ser condemnat com a còmplice de l'encobriment de l'atemptat que van realitzar el jutge Galeano, els fiscals Barbaccia i Mullen, al costat dels serveis d'intel·ligència i alts funcionaris del govern del president Carlos Menem, motiu pel qual va ser condemnat a tres anys i sis mesos de presó, en el segon judici per l'atemptat de la AMIA.
Telledín va ser acusat de ser partícip necessari de l'atemptat, per haver condicionat i lliurat als autors immediats, la furgoneta Traffic que va ser utilitzada com a cotxe bomba. A la seva defensa, Telleldín va reconèixer que va lliurar la camioneta a una persona amb “accent estranger”, però va sostenir que desconeixia que anava a ser utilitzada en l'atemptat.

## Mort d'Alberto Nisman
Alberto Nisman (Buenos Aires, 5 de desembre de 19631-18 de gener de 2015) va ser un advocat penalista argentí que va aconseguir notorietat per la seva intervenció com a fiscal a les causes vinculades a l'atemptat a l'AMIA (AMIA 1, AMIA 2, Causa per espionatge a la Ciutat de Buenos Aires) i com a denunciant en la causa sobre Memoràndum d'entesa Argentina-Iran i amenaces de mort contra ell i les seves filles per part del jutge Claudio Bonadío, també vinculades a l'atemptat terrorista contra la AMIA.
En aquestes causes Nisman va imputar o va acusar directament el govern de l'Iran, a tres persones que es van exercir com a presidents de la Nació (Carlos Menem, Cristina Fernández de Kirchner i Maurici Macri), així com altres alts funcionaris de l'Estat, el Poder Judicial, els serveis secrets, organitzacions jueves i funcionaris iranians, alguns dels quals van resultar condemnats en el judici AMIA 2.
El fiscal que va estar a càrrec durant els últims 10 anys de la recerca del pitjor atemptat de la història de l'Argentina l'atac de 1994 contra la seu de l'Associació Mutual Israelita Argentina (AMIA) va ser oposat mort amb un tret al cap, el diumenge 18 de gener de 2015 departament de l'edifici Torre Boulevard en el barri de Port Madero de la ciutat de Buenos Aires on vivia. El tret va ser realitzat amb una pistola pertanyent a un empleat seu, l'especialista informàtic Diego Lagomarsino. Immediatament es va iniciar una recerca per a determinar la causa de la mort, en la qual es van produir perícies que llancen conclusions contradictòries, sense que hagi acabat la recerca.
A cinc anys de la seva mort, la Justícia Argentina considera que el fiscal Nisman va ser assassinat i que el crim va estar relacionat amb la denúncia contra la ex mandataria Fernández de Kirchner. No obstant això, l'assassinat no té autor i nombrosos argentins, entre ells el president Alberto Fernández, posen en dubte aquesta versió. Igual que amb l'atemptat, que continua impune 25 anys després, la possibilitat d'esclarir què va ocórrer sembla cada dia més llunyana i els interessos polítics i dels serveis d'intel·ligència al voltant del cas han posat en la mira a la justícia.